# Jean-Pierre de Beaulieu
Pour les articles homonymes, voir Beaulieu.
Jean-Pierre de Beaulieu, né le 26 octobre 1725 à Lathuy dans le Brabant et mort le 22 décembre 1819 à Linz, dans l'empire d'Autriche, est un général wallon au service de la monarchie des Habsbourg. Il s'engage très jeune dans l'armée impériale du Saint-Empire et participe à la guerre de Sept Ans contre les Prussiens. Homme cultivé, il contribue à écraser l'insurrection des Pays-Bas méridionaux et est promu au grade d'officier général. Il se bat ensuite contre les armées françaises pendant les guerres révolutionnaires et accède à des postes importants. En 1796, il essuie néanmoins plusieurs défaites en Italie face au jeune général français Napoléon Bonaparte. Beaulieu se retire de la vie militaire après cette ultime campagne mais reste propriétaire d'un régiment d'infanterie autrichien jusqu'à sa mort en 1819.

## Biographie

### Du natif de Lathuy au général du Saint-Empire

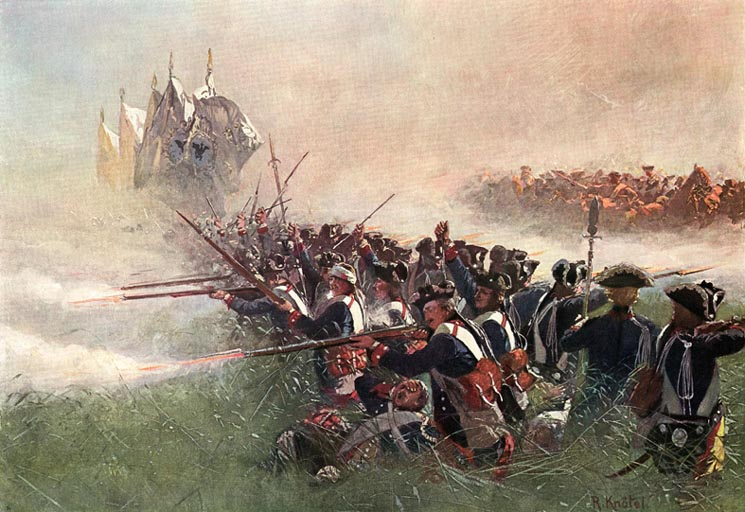
L'infanterie prussienne à la bataille de Kolin, au cours de laquelle Beaulieu est blessé.

Né en 1725 au château de Lathuy près de Jodoigne, dans les Pays-Bas autrichiens (actuelle province du Brabant wallon en Belgique), Beaulieu s'engage dans l'armée impériale du Saint-Empire en 1743 et fait ses premières armes durant la guerre de Succession d'Autriche. Il participe ensuite à la guerre de Sept Ans, d'abord comme officier d'infanterie puis comme aide de camp du maréchal Leopold Joseph von Daun. Beaulieu est blessé lors de la bataille de Kolin et prend part également aux batailles de Leuthen, Hochkirch, Maxen et à plusieurs autres engagements. En 1760, il est fait chevalier de l'ordre militaire de Marie-Thérèse. L'historien Martin Boycott-Brown note que « dans sa jeunesse, son caractère audacieux et ardent combiné avec sa grande énergie et une activité constante le destinait parfaitement à une carrière militaire ».
Beaulieu se marie en 1763 avec Marie-Louise Robert ; elle meurt en 1776 après que le couple a adopté un fils unique. Particulièrement versé dans le domaine artistique, il conçoit des améliorations pour un certain nombre de palais, dessine et met en œuvre la construction d'un jardin à la française et collectionne les objets d'art. Promu au grade de général-major en 1789, il aide à réprimer la révolte des Pays-Bas méridionaux qui voulaient se séparer du Saint-Empire et créer les États belgiques unis, mais son fils unique est tué au cours de l'insurrection. En récompense de ses services, en 1790, Beaulieu est élevé au rang de Feldmarschall-Leutnant et devient commandeur de l'ordre de Marie-Thérèse.

### Les guerres de la Révolution française
De 1792 à 1795, Beaulieu opère contre les armées françaises dans les Flandres puis sur la ligne du Rhin. Les 28 et 29 avril 1792, il remporte à Mons l'un des premiers engagements de la Première Coalition. Avec 5 000 hommes et 18 canons, il défait le corps français du général Armand-Louis de Gontaut Biron fort de 7 500 hommes et 36 pièces d'artillerie, lui infligeant 400 victimes alors que lui-même ne perd qu'une trentaine de soldats. Il est vainqueur lors d'un autre affrontement à Harelbeke le 23 juin, où il fait face avec 11 000 hommes et 10 canons à 7 000 Français accompagnés de six pièces d'artillerie appartenant à l'armée du maréchal Nicolas Luckner. Lors de l'infructueux siège de Lille qui dure du 25 septembre au 8 octobre, Beaulieu est à la tête d'une division dans l'armée du duc Albert de Saxe-Teschen. Les troupes sous son commandement comprennent trois bataillons et demi d'infanterie aux ordres de Karl von Biela, neuf escadrons de cavalerie menés par Louis-François de Civalart d'Happoncourt, huit autres escadrons sous le prince Charles-Eugène de Lambesc et les sapeurs et pontonniers de Karl Friedrich von Lindenau.  
Le 6 novembre 1792, Beaulieu dirige l'aile gauche du corps de Saxe-Teschen à la bataille de Jemappes, où il est défait. Il a alors sous ses ordres un bataillon du régiment d'infanterie no 17 Hohenlohe, deux bataillons du régiment d'infanterie no 18 Stuart, cinq compagnies du corps franc serbe et un escadron du régiment de hussards no 16 Blankenstein. Il concourt également à la victorieuse défense de Trèves en décembre 1792. Il remporte un nouveau succès le 28 août 1793 en repoussant une attaque de 8 000 soldats français sur Wervik avec seulement 5 000 hommes. Il prend aussi part au siège du Quesnoy du 28 août au 13 septembre en tant que subordonné du comte François Sébastien de Croix de Clerfayt, à l'issue duquel 5 000 soldats français sont tués ou capturés. Le 26 juin 1794, au cours de la bataille de Fleurus, il commande la cinquième colonne de l'armée coalisée, force puissante qui totalise 16 bataillons, 22 escadrons et 18 pièces d'artillerie. Après la défaite, le prince de Saxe-Cobourg, qui n'apprécie guère Beaulieu, le démet de son commandement. Pendant deux ans, de 1792 à 1794, Beaulieu reste le propriétaire d'une unité hongroise, le régiment d'infanterie no 31. Le 7 juillet 1794, il est décoré de la grand-croix de l'ordre militaire de Marie-Thérèse.

### L'échec d'Italie
Le 4 mars 1796, Beaulieu est élevé au grade de Feldzeugmeister et se voit affecter au commandement en chef des 32 000 hommes de l'armée impériale stationnés au nord de l'Italie. Il a pour adversaire une armée française commandée par un jeune général fraîchement promu, Napoléon Bonaparte. Conjointement avec les 17 000 hommes de l'armée du Piémont-Sardaigne, Beaulieu est chargé de défendre les crêtes des Alpes ligures et le massif nord des Apennins afin d'empêcher les troupes françaises de pénétrer dans le bassin du Pô. Des instructions secrètes du gouvernement impérial de ne pas faire confiance aux Sardes, suspectés de préparer un renversement d'alliance avec la France, empêchent néanmoins Beaulieu de coopérer efficacement avec le commandant piémontais, Michelangelo Alessandro Colli-Marchi, qui est aussi un ami proche. 

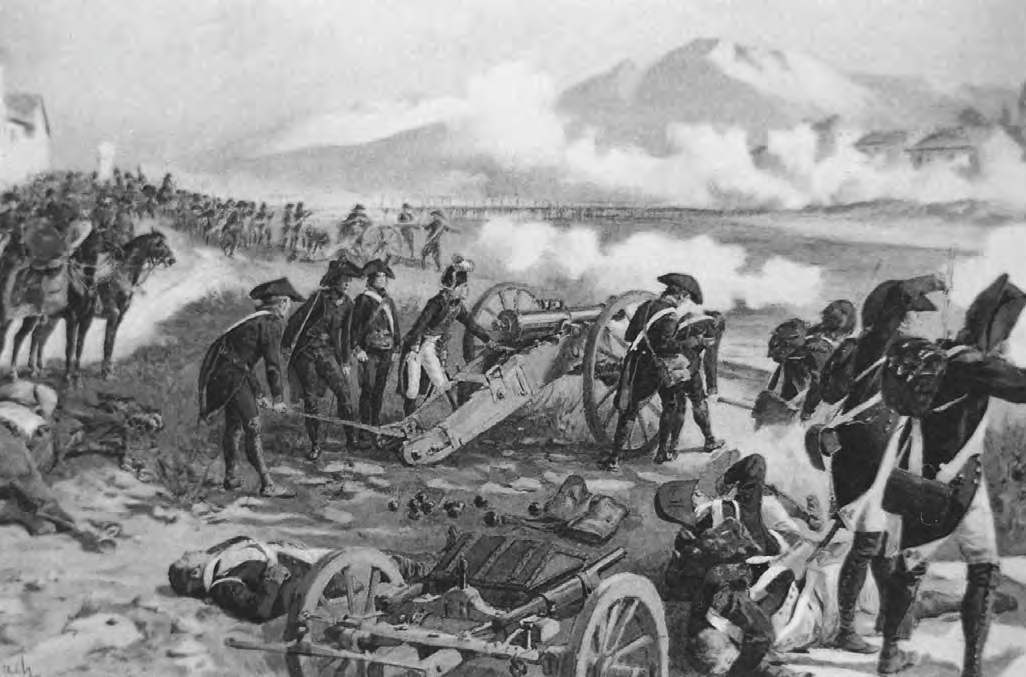
La bataille de Lodi, 10 mai 1796. Peinture de Felicien de Myrbach, parue dans Life of Napoleon Bonaparte de William Sloane.

Profitant de la situation, Bonaparte parvient à déjouer les intentions du commandant de l'armée impériale par une série de savantes manœuvres connues sous le nom de « campagne de Montenotte ». Après avoir vu son aile droite malmenée par les Français à Montenotte et à Dego, Beaulieu reste dans une étonnante passivité alors que ses adversaires mettent les Piémontais hors-jeu en battant leurs armées coup sur coup à Millesimo, Ceva et Mondovi. Beaulieu replie son armée derrière le Pô, espérant que le fleuve constituerait un obstacle suffisant pour arrêter la progression française. Il est pris de court lorsque Bonaparte, après s'être dirigé vers l'ouest, traverse le Pô à Plaisance, derrière le flanc gauche des Impériaux. Le général Lipthay est battu par les Français à la bataille de Fombio du 7 au 9 mai 1796. En toute hâte, Beaulieu recule encore vers l'est, laissant dans la localité de Lodi un contingent sous les ordres du général Sebottendorf pour garder le passage de l'Adda. Le 10 mai, Bonaparte s'empare du pont au cours de la bataille de Lodi, refoulant Sebottendorf avec une perte de 2 000 hommes et 14 canons. 
L'armée impériale doit abandonner le duché de Milan et rétrograde jusqu'à la ligne du Mincio. Une nouvelle défaite le 30 mai lors de la bataille de Borghetto contraint finalement Beaulieu à abandonner ses positions sur les bords du Mincio et à faire retraite au nord du Tyrol. Avant de quitter la vallée du Pô, le général en chef de l'armée impériale laisse une forte garnison dans la forteresse de Mantoue. Le siège de Mantoue devient par la suite l'enjeu de nombreux affrontements entre les deux parties durant l'année 1796. Au cours de la retraite, Beaulieu relève le général Lipthay de son commandement de l'arrière-garde pour avoir reculé trop rapidement à son goût. Thomas Graham, un officier anglais placé en qualité d'observateur auprès de l'armée impériale, remarque que Beaulieu a généralement tendance à exiger beaucoup trop de ses soldats, est facilement irritable, rejette la responsabilité de ses propres fautes sur ses subordonnés et accuse ces derniers de ne pas exécuter correctement ses ordres. Graham déplore également les « intrigues mesquines » qui gangrènent l'état-major impérial.

### Retraite
Après Borghetto (1796), Beaulieu doit céder son commandement au général Dagobert Sigmund von Wurmser. Beaulieu quitte alors le service pour se retirer sur ses terres de Linz, dans l'archiduché d'Autriche, où il se livre à son goût favori pour l'art et l'architecture. Il demeure toutefois le propriétaire du régiment d'infanterie no 58 dont il est le colonel en titre depuis 1794. Cette unité sert sur le théâtre du Danube pendant la guerre de la Troisième Coalition et lors de la campagne de 1809. Après avoir vu son château pillé à deux reprises par les troupes françaises, en 1805 puis en 1809, le baron de Beaulieu meurt à Linz le 22 décembre 1819, à l'âge de 94 ans.